# Nadwojcy (stacja kolejowa)
Nadwojcy (ros. Надвоицы, krl. Vojačču) – stacja kolejowa w miejscowości Nadwojcy, w rejonie siegieżskim, w Karelii, w Rosji. Położona jest na linii Wołchow - Murmańsk.
Na budynku stacji znajduje się tablica upamiętniająca powstrzymywanie w tych okolicach w 1918 interwencyjnych wojsk alianckich podczas wojny domowej w Rosji.

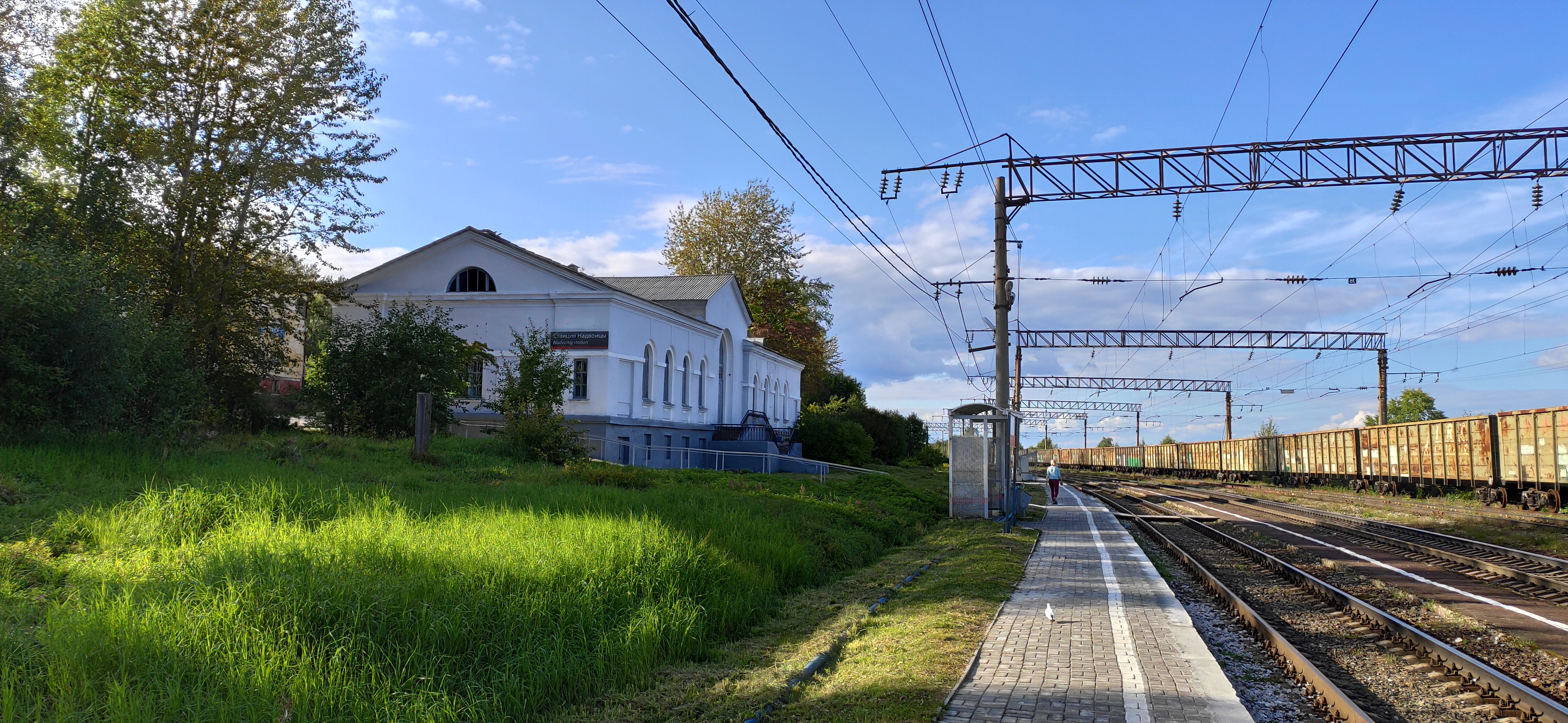
perony, widok w stronę Murmańska
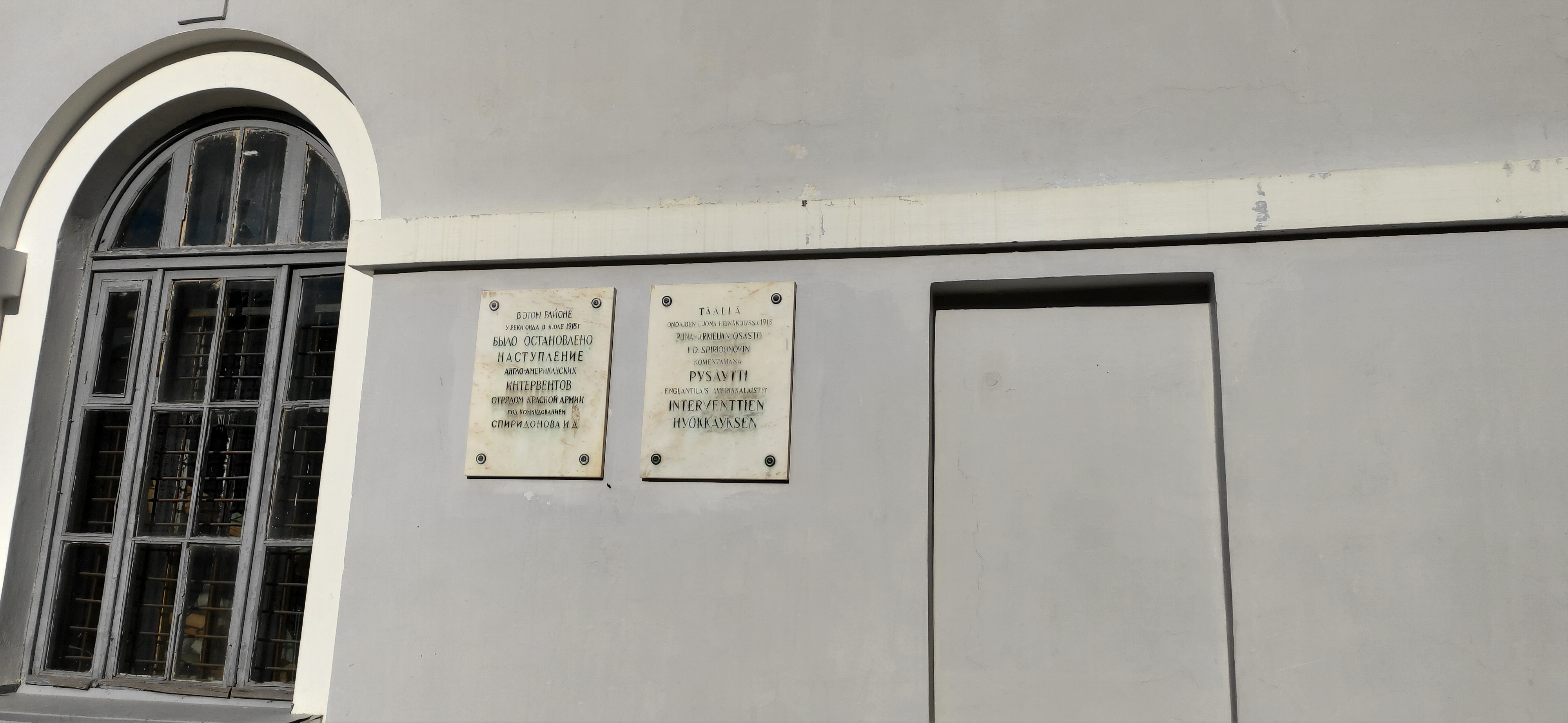
tablica pamiątkowa